# Paso del Cerro
Paso del Cerro é uma localidade uruguaia do departamento de Tacuarembó, na zona norte do departamento, banhada pelo  Arroyo Tranqueras. Está situada a 29 km da cidade de Tacuarembó, capital do departamento.

## Toponímia
O nome da localidade é autodescritivo. A localidade fica perto da Cuchilla de Laureles, onde havia um "Cerro del Paso". 

## População
Segundo o censo de 2011 a localidade contava com uma população de 235 habitantes.
| Variação demográfica do município entre 1963 e 2011 |
|                                                     |

## Geografia
Paso del Cerro se situa próxima das seguintes localidades: ao norte, Laureles,  ao sul, Balneario Iporá, ao sudeste, Tranqueras e ao nordeste, Minas de Corrales .

## Autoridades
A localidade é subordinada diretamente ao departamento de Tacuarembó, não sendo parte de nenhum município tacuaremboense.

## Transporte
A localidade possui o seguinte acesso:
- Acesso a Ruta 05. [9][10][11]